# Rampa vert

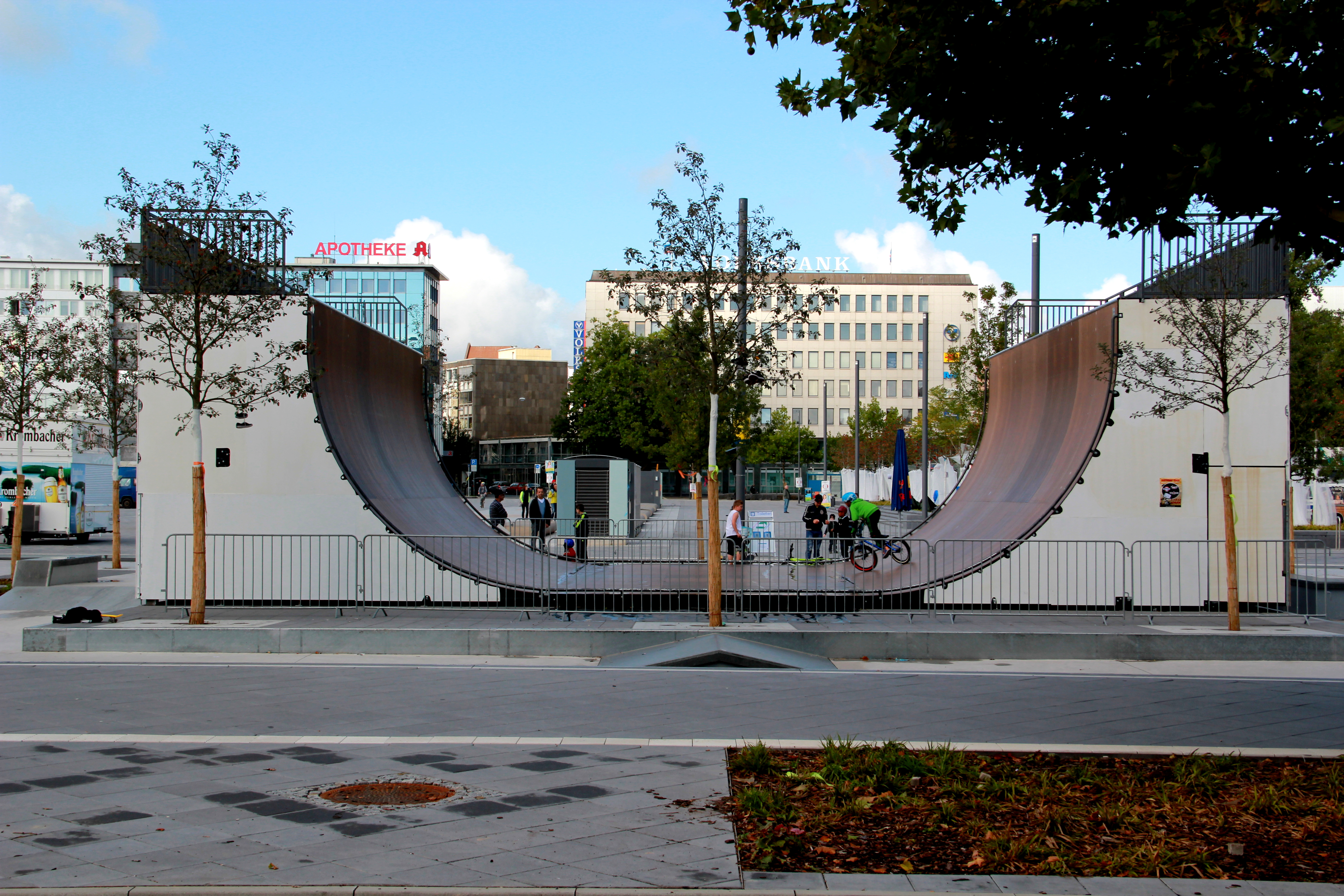
Rampa vert en Bielefeld

Una rampa vert es una rampa, piscina o pared con parte de su superficie en 90°. Esta rampa deriva del medio tubo habitual y su uso es muy común en los deportes extremos tales como el patinaje vertical, BMX y el snowboard. La altura del vert suele ser de 10-14 pies, pero varía en función del deporte o nivel de la prueba.
También se denomina así a la competición de half-pipe, una modalidad del skateboard. Esta competición es uno de los eventos estrella de los X-Games, siendo popularizada por skaters como el polifacético Tony Hawk, Bucky Lasek o Rune Glifberg, estos dos últimos múltiples ganadores del campeonato del mundo en esta modalidad.
- Datos: Q3239045